# Мушинський деканат
Мушинський деканат — колишня структурна одиниця Перемишльської єпархії греко-католицької церкви з центром в м. Мушина. Очолював деканат декан. У 1934 році деканат був включений до Апостольської адміністрації Лемківщини.

## Територія
Описи деканату (матеріали візитацій) починаючи з 1761 року наявні в Перемишльському архіві.
В 1936 році в Мушинському деканаті було 18 парафій:
1. Парафія с. Вірхомля Велика з приходом у с. Вірхомля Мала, с. Лімница, с. Пивнична, с. Кокушка;
2. Парафія с. Войкова;
3. Парафія с. Жегестів з філією в с. Зубрик;
4. Парафія с. Злоцке з філіями в с. Щавник, с. Ястрабик;
5. Парафія с. Криниця — ceлo з приходом у м. Криниця-Здрій;
6. Парафія с. Лабова з приходом у с. Угрин, с. Лабовець, с. Котів;
7. Парафія с. Лєлюхів з філією в с. Дубне;
8. Парафія с. Матієва з приходом у с. Складисте, с. Ростока Мала, с. Чачів, с. Барновець, с. Рибень;
9. Парафія с. Милик з філією в с. Андреівка;
10. Парафія с. Мохначка Нижна з приходом у с. Мохначка Вижна;
11. Парафія с. Нова Весь з філією в с. Лосє;
12. Парафія м. Новий Санч з приходом у с. Залубинці, м. Старий Санч, с. Цигановичі, с. Завада, с. Поремба Мала, м. Ліманова;
13. Парафія с. Поворозник з приходом у м. Мушина;
14. Парафія с. Ростока Велика з приходом у с. Крижівка;
15. Парафія с. Солотвини;
16. Парафія с. Тилич з філією в с. Мушинка;
17. Парафія с. Шляхтова;
18. Парафія с. Явірки з приходом у с. Біла Вода, с. Чорна Вода.

### Декан
- 1936 — о. Еміліян Венгринович, Парох в Мохначці Нижной.

### Кількість парафіян
1936 — 22 593 особи.
Деканат було ліквідовано в травні 1946 р.